# Helicopsyche puttula
Helicopsyche puttula är en nattsländeart som beskrevs av Malicky och Chantaramongkol 1992. Helicopsyche puttula ingår i släktet Helicopsyche och familjen Helicopsychidae. Inga underarter finns listade i Catalogue of Life.